# Operace Šmu'el
Operace Šmu'el (hebrejsky: מבצע שמואל, Mivca Šmu'el) byla vojenská akce provedená v březnu 1948, v době konce britského mandátu nad Palestinou, tedy ještě před vznikem státu Izrael a formálním počátkem první arabsko-izraelské války, židovskými jednotkami Hagana. Jejím cílem bylo narušit arabský provoz mezi Ramalláhem a Latrunem a ulevit obleženým židovským osadám severně od Jeruzaléma. Skončila neúspěchem židovských sil.

## Dobové souvislosti
V listopadu 1947 přijala OSN plán na rozdělení Palestiny. Podle tohoto plánu měl být britský mandát nad Palestinou nahrazen dvěma samostatnými státy: židovským a arabským. V důsledku emocí předcházejících konci britského mandátu se v letech 1947-1948 rozpoutala občanská válka v Palestině mezi Židy a Araby, která se v měsících a týdnech před koncem mandátu zostřovala a kromě izolovaného násilí a teroristických útoků nabývala ráz konvenčního konfliktu. Součástí této občanské války bylo i obléhání Jeruzaléma, jehož židovská populace byla stále více odříznuta od zásobování z pobřežní nížiny kvůli arabským útokům ve vesnicích v Judských horách, zejména ve strategické soutěsce Ša'ar ha-Gaj (Báb al-Vád). Do obklíčení se dostaly i židovské osady severně od Jeruzaléma, Atarot a Neve Ja'akov.

## Průběh operace
Po sérii útoků na židovské vozy na cestě severně od Jeruzaléma se židovské velení rozhodlo pro odvetný útok. 2. března 1948 byl vydán rozkaz provést Operaci Šmu'el. Měla spočívat v útoku na ranní arabský autobus cestující mezi Ramalláhem a Latrunem a demonstrovat tak, že Židé dokáží stejně jako Arabové blokovat dopravní tepny. 
Původně měla akci provést Brigáda Har'el, elitních útvarů Palmach, ale Jicchak Rabin odmítl rozkaz přijmout, protože označil akci za nelogickou a neproveditelnou. Jeruzalémský vojenský velitel David Šalti'el ale vyňal jednu jednotku z pravomoci brigády a postavil ji pod své přímé velení. Šlo o prapor Morija. Východiskem židovského komanda byla vesnice Atarot. Místo přepadu bylo staveno cca 7 kilometrů jihozápadně od Ramalláhu. Ráno 4. března zaútočili Židé na autobus. Ten byl zasažen, ale pokračoval v jízdě a zmizel z dohledu. Výstřely zalarmovaly okolní arabskou populaci a útočníci byli nuceni prchat horským terénem pod střelbou zpátky do Atarotu. Při akci bylo nasazeno 19 židovských vojáků, z nichž 16 bylo zabito. Operace je proto rovněž známa jako Po'ala ha-Šiša eser (פעולה השישה-עשר, Operace 16).